# كلية محمد بن راشد للإدارة الحكومية
كلية محمد بن راشد للإدارة الحكومية
لقد انطلقت الكلية عام 2005 برعاية كريمة من صاحب السمو الشيخ محمد بن راشد آل مكتوم نائب رئيس الدولة رئيس مجلس الوزراء حاكم دبي، لتكون أول مؤسسة أكاديمية بحثية متخصصة في الإدارة الحكومية والسياسات العامة على مستوى الوطن العربي، حيث تسعى الكلية لدعم مسيرة التميز الحكومي في دولة الإمارات والوطن العربي، وبناء قادة المستقبل، وذلك من خلال منظومة متكاملة من البرامج التعليمية والتدريبية والأبحاث والدراسات.
تأسس نظام عمل الكلية وفقاً لأفضل المعايير العالمية، بالشراكة مع كلية كينيدي في جامعة هارفارد، وتعتبر نموذجا فريدا للمؤسسات الأكاديمية، بتركيزها على الجانب التطبيقي للإدارة الحكومية، كما تتعاون مع العديد من المؤسسات الحكومية والخاصة على المستوى المحلي والعالمي. وتقوم الكلية بتصميم وتنفيذ برامج تدريبية مبنية على أسس علمية مدروسة ومستوحاة من واقع الإدارة العربية لتعالج مشكلاتها وتساعد قيادات المستقبل على مواجهة التحديات التي تواجهها في مختلف أنحاء العالم العربي. كما تنظم مؤتمرات دولية وإقليمية وورش عمل متخصصة وتقيم منتديات لتبادل الرأي والفكر والمعرفة بين الوطن العربي والعالم. وتمنح الكلية الدرجات العلمية في الإدارة العامة والبرامج ذات الصلة بالقطاع الحكومي، كما تقدم الاستشارات والخدمات الفنية في مجال الإدارة الحكومية والإدارة العامة وكافة المجالات التي تخدم القطاع الحكومي في الإمارة.
وتعززالكلية دور خريجيها في مجال صناعة القرار وإدارة المنظومات الحكومية المستقبلية.بتقديمها كل الدعم المعرفي والعلمي لهم في مجالات الإدارة والسياسات الحكومية
ويعد قسم بحوث السياسات في كلية محمد بن راشد للإدارة الحكومية مركزاً فكرياً للسياسات الإقليمية يعمل على إنتاج أبحاثٍ سياسات مؤثرة في سبعة مجالات متعددة التخصصات، بما في ذلك:
- سياسات حكومات المستقبل والابتكار
- السياسات الاقتصادية
- سياسات الاستدامة
- السياسات الاجتماعية
- السياسات التعليمية
- السياسات الصحية
- سياسات القيادة العامة

## مجلس الأمناء
أصدر الشيخ حمدان بن محمد بن راشد آل مكتوم، ولي عهد دبي رئيس المجلس التنفيذي، قرار المجلس رقم (38) لسنة 2024 بتشكيل مجلس أمناء كلية محمد بن راشد للإدارة الحكومية
حيث يتألف المجلس من:
- عبدالله علي بن زايد الفلاسي (رئيس المجلس) مدير عام - دائرة الموارد البشرية لحكومة دبي
- يونس عبدالعزيز ال ناصر (نائب رئيس المجلس) الرئيس التنفيذي لمؤسسة دبي للبيانات والإحصاء
- السيدة سميرة محمد الريس مدير إدارة السياسات والاستراتيجيات للتنمية المستدامة بالأمانة العامة للمجلس التنفيذي في دبي.
- الدكتور طيب أمان الله كمالي مدير عام التطوير الأكاديمي والتدريب - وزارة الداخلية
- السيدة رجاء المزروعي الرئيس التنفيذي - الاتحاد لائتمان الصادرات
- الدكتور يسار فاروق جرار شريك مؤسس- المجموعة الدولية للاستشارات
- الدكتور علي بن سباع المري الرئيس التنفيذي – كلية محمد بن راشد للإدارة الحكومية

## الأهداف
تهدف كلية محمد بن راشد للإدارة الحكومية إلى:
- الاسهام في تعزيز التنمية الاقتصادية والاجتماعية عن طريق تطوير الإدارة الحكومية والإدارة العامة والدراسات المتعلقة بهما
- تطوير التبادل المعرفي في مجال الإدارة الحكومية والسياسات العامة عن طريق المؤتمرات والندوات والمحاضرات العامة
- المساهمة في تطوير مفاهيم الإدارة الحكومية والسياسة العامة لتحسين الأداء وزيادة الانتاجية
- المساهنة في تدريب وتأهيل موظفي القطاع الحكومي من الناحية العلمية والعملية للارتقاء بمستوى الإدارة الحكومية

### البرامج الأكاديمية
تطرح الكلية أربع برامج ماجستير وهي:
- برنامج الماجستير في الإدارة العامة
- برنامج الماجستير في إدارة الابتكار
- برنامج الماجستير في السياسة العامة
- برنامج الماجستير التنفيذي في الإدارة العامة

وفي عام2021 وقعت كلية محمد بن راشد للإدارة الحكومية اتفاقية تعاون مع أكاديمية الإعلام الجديد تم بموجبها إطلاق برنامج تعليمي متخصص تحت عنوان "الدبلوم التنفيذي للاتصال الرقمي الحكومي.

### الدبلومات المهنية
طورت الكلية دبلومات مهنية متخصصة في عدد من المجالات منها:
- الإدارة الحكومية الحديثة
- الرشاقة في الإدارة الحكومية
- السياسات العامة
- القيادة الرقمية

## وصلات خارجية
- الموقع الرسمي
- فيسبوك لكلية دبي للإدارة الحكومية كلية محمد بن راشد للإدارة الحكومية  على فيسبوك.
- صفحة كلية دبي للإدارة الحكومية في تويتر
- قناة كلية دبي للإدارة الحكومية في يوتيوب